# Catedral de Bruges
La catedral de Bruges o Sant Salvador de Bruges (en neerlandès Sint-Salvatorskathedraal) és un edifici religiós situat en el nucli històric de Bruges, a Flandes.
No va ser construïda per convertir-se en la catedral de la ciutat i no aconseguia aquest estatus fins al segle xix. Al començament, Sant Salvador era només una església parroquial i l'edifici religiós principal de la ciutat era l'església de Sant Donatius, que se situava al cor de Bruges, davant l'ajuntament. Al final del segle xviii els ocupants francesos de Bruges foragitaven el bisbe de la ciutat i demolien l'església de Sant Donatius, seu del bisbe. El 1834, després de la independència belga del 1830, s'instal·là un nou bisbe a Bruges i l'església de Sant Salvador es promovia a catedral. Tanmateix, l'edifici era molt més petit i impressionant que l'església pròxima de la Nostra Senyora. Per aquest motiu s'havia d'adaptar al seu nou estatus amb una torre més alta.

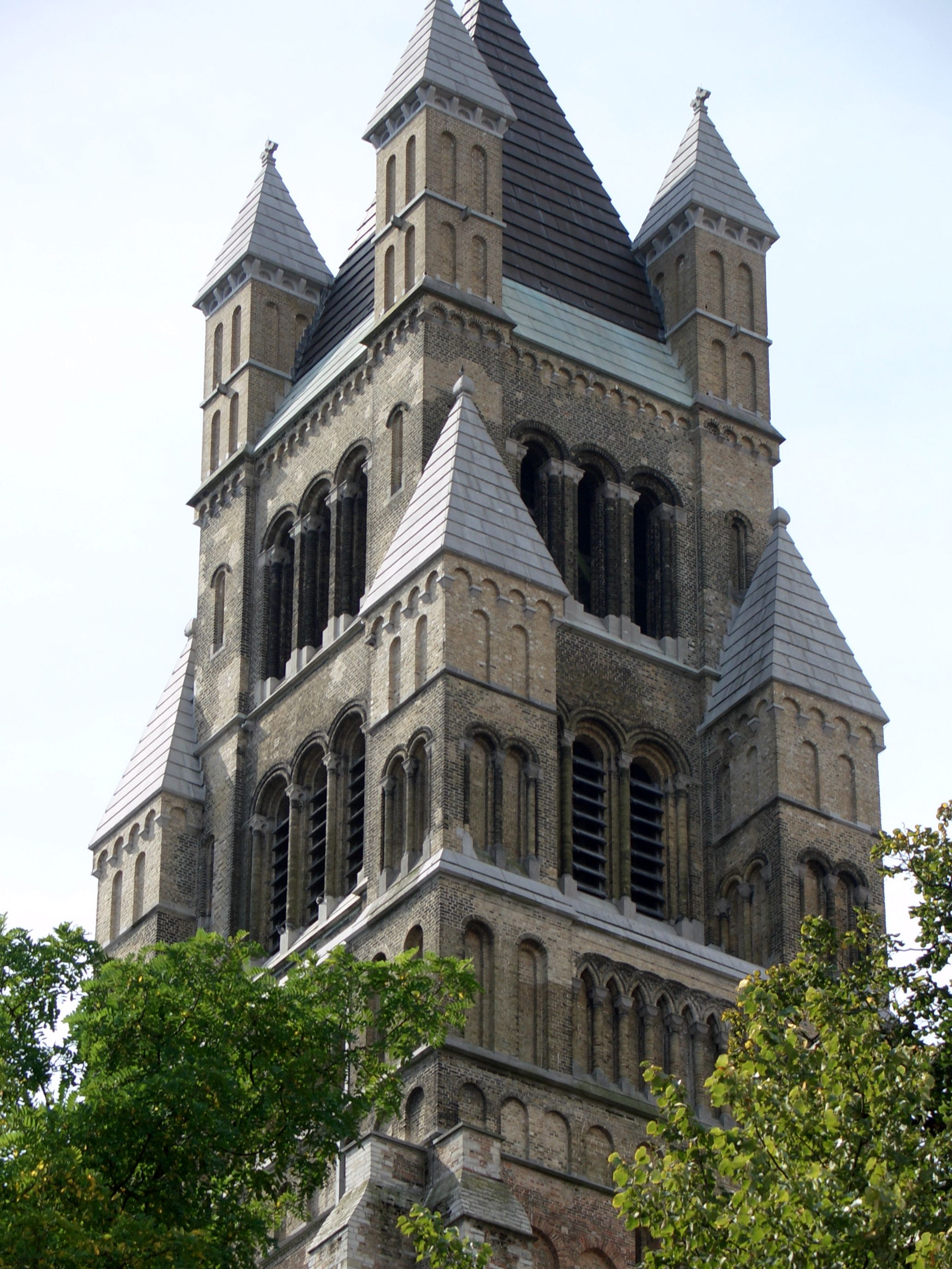
La torre nova del amb estil romànic

La part més vella, encara existent parcialment, és la base de la torre que es remunta a finals del segle xii. Les altres parts com la nau, el cor i el transsepte, es construïren durant els segles següents. El 1839 un foc destruí el sostre de l'església. William Chantrell, un arquitecte anglès conegut per les seves restauracions neogòtiques d'esglésies angleses, fou l'encarregat de la restauració de la catedral. Alhora també se li demanava la construcció de la torre més alta, de manera que la catedral nova no hagués de ser també eclipsada per la torre de l'església de la Nostra Senyora. En comptes d'afegir una part neogòtica a la torre, Chantrell escollí un disseny romànic molt personal.